# 伏 鉄砲娘の捕物帳
『伏 鉄砲娘の捕物帳』（ふせ てっぽうむすめのとりものちょう）は、2012年10月20日公開の日本のアニメーション映画。文藝春秋創立90周年記念作品。

## 概要
桜庭一樹の小説『伏 贋作・里見八犬伝』が原作。監督は『千と千尋の神隠し』で監督助手を務めた宮地昌幸、脚本に『コードギアス 反逆のルルーシュ』の大河内一楼、ビジュアルイメージに『ヱヴァンゲリヲン新劇場版』でデザインワークスを手掛けたokama、人物設計に『カウボーイビバップ』で原画を手掛けた橋本誠一、音楽に『鋼の錬金術師』の大島ミチルなど。
落語家の桂歌丸はテレビアニメ『落語天女おゆい』で本人役の声優を務めたことがあるが、アニメ映画の声優を務めるのは今作が初となる。また、文藝春秋がアニメ製作の幹事会社になるのは今作が初となる。

## ストーリー
江戸の世。「伏」と呼ばれる半人半犬の者たちの暗躍が耳目を集めていた。人の生魂をとって食らうという彼らに、幕府は高額の懸賞金をかけ、それを狙う者の追撃も後を絶たなかった。
伏を討ち捕え浪人暮らしを脱しようと考えた男道節は、陸奥の山奥で猟師をしている妹浜路を江戸に招く。人並み外れた腕を持つものの、江戸にあっては何も知らぬ小娘に過ぎない浜路は、ひょんなことから男たちに追われる優男信乃に出会う。男たちを退け、道節の住む長屋に浜路を送り届けた信乃は、知らぬうちに姿を消していた。
さっそく兄の案内で伏狩りに出、伏である吉原の凍鶴太夫を仕留めたことで、今までの狩りにない感情を味わう浜路。それは再会した信乃という伏に対する、慕情という形で結実するのだった…。

## 登場人物
大山 浜路（おおやま はまじ）
声 - 寿美菜子
猟師として育てられ、字の読み書きができない14歳の少女。陸奥の山に住んでいたが祖父の死後、兄に呼ばれ江戸に来る。言動が男のような振る舞いをしていたため、男と間違えられることが多く、本人も気にしている。江戸で出会った青年、信乃の優しさに惹かれ、想いを寄せるようになる。
信乃（しの）
声 - 宮野真守
浜路が最初に江戸で出会った謎の青年。若衆歌舞伎深川一座の役者・黒白（こくびゃく）。人と犬の血を引く伏で、首筋に牡丹のアザがある。乱暴な口調でどこか冷たい印象だが、心優しい性格。浜路に対し恋心を抱くようになるが、伏であり狩られる運命に思い悩むようになる。
冥土（めいど）
声 - 宮本佳那子
かわら版屋で、滝沢馬琴の孫。浜路と親しくなる。物語終盤において浜路に字の読み書きを教える。
大山 道節（おおやま どうせつ）
声 - 小西克幸
浜路の兄。侍になることを夢見て江戸に上る。伏狩りをして幕府直参になろうとする。
船虫（ふなむし）
声 - 坂本真綾
舟で飯を売っている女性。道節の子を身篭っている。
凍鶴（いてづる）
声 - 水樹奈々
吉原太夫で、伏。親兵衛という息子がいる。
馬加（まくわり）
声 - 神谷浩史
信乃を狙う伏狩りのサンピン侍。信乃に左目を抉られる。
徳川 家定（とくがわ いえさだ）
声 - 野島裕史
「伏狩り令」を出した当代将軍。
滝沢 馬琴（たきざわ ばきん）
声 - 桂歌丸
高齢の流行作家。『南総里見八犬伝』の作者。
東太（とうた）
声 - 関根航
世四郎の息子。
番作（ばんさく）
声 - 金光宣明
腹当てをした河原長屋の住人。浜路に好意を寄せている。
百花商店店主
声 - 藤原啓治
吉原の花魁を相手に商売しているオカマ口調の店主。信乃の知り合い。
大角（だいかく）
声 - 浜田賢二
家定の側近の伏追捕役。下々の者にも分け隔てなく振る舞う実直な武士。
網乾（あぼじ）
声 - 梅津秀行
家定の側近の奉行。大角と馬加の上役。徳川の権威を守ることを重視し、伏や下々の者には冷淡に振る舞う。
お路（おみち）
声 - Chara
冥土の母。失明した馬琴に代わり、『南総里見八犬伝』の口述筆記をしている。
住職
声 - 竹中直人
陸奥の国で浜路が世話になっている住職。
世四郎（よしろう）
声 - 劇団ひとり
河原長屋の香具師。妻は5年前に他界。竹蜻蛉や紙風船を売り歩いている。
残三（ざんぞう）
声 - 納谷六朗
船虫の舟を漕いでいる河原長屋に住む船頭。

## スタッフ
- 原作 - 桜庭一樹『伏 贋作・里見八犬伝』
- 原作スーパーバイザー - 斎藤有紀子
- 監督・絵コンテ - 宮地昌幸
- 脚本 - 大河内一楼
- ビジュアルイメージ - okama
- 人物設計・総作画監督 - 橋本誠一
- 作画監督 - 倉島亜由美、霜山朋久、長谷部敦志、若月愛子、関口亮輔、竹知仁美
- 演出 - 徳土大介、原口浩
- メインアニメーター - 丸加奈子、君島繁、八崎健二
- 美術監督 - 吉原俊一郎
- 美術設計 - 青木薫
- 色彩設計 - 加藤里恵
- 撮影監督 - 葛山剛士
- 編集 - 坂本久美子
- 音楽 - 大島ミチル
- 音響監督 - 高寺たけし
- 音響効果 - 倉橋静男、山谷尚人、西佐知子（サウンドボックス）
- 製作 - 大湊満、岡村秀樹、長澤修一、西川清史、磯野史訓、前山寛邦、宮内康行、青木建彦、前田稔、梶尾徹
- プロデューサー - 大塚将之、高橋和彰、鶴木洋介
- アニメーション制作 - トムス・エンタテインメント
- 製作 - 映画「伏」製作委員会（文藝春秋、凸版印刷、トムス・エンタテインメント、アスミック・エース、テレビ東京メディアネット、日本コロムビア、キッズステーション、創通、東京テアトル、キュー・テック、京成電鉄）
- 配給 - 東京テアトル

## 主題歌
主題歌「蝶々結び」 (Ki/oon Music)
作詞・作曲・歌 - Chara
挿入歌「のこされし者のうた」
作詞・作曲・歌 - 浜田真理子

## キャッチコピー
- 「人と犬の血をひき、人に化けて暮らす〈伏〉と呼ばれる者たちがいた。」
- 「まっすぐに、走る」
- 「伏を狩らねばならない猟師の少女。人に狩られる運命を背負った青年。二人の間に生まれた儚い想いと決断の物語。」
- 「愛する人を狩らねばならない―」

## 関連作品

### 伏 少女とケモノの烈花譚
『伏 少女とケモノの烈花譚』は、月刊ビッグガンガンで連載された原作コミカライズ作品。作画はhakus、脚色構成は続真琴。
- スクウェア・エニックス月刊ビッグガンガンコミックススーパー
  - 第1巻 2012年9月25日発売 ISBN 978-4-7575-3745-3
  - 第2巻 2013年3月25日発売 ISBN 978-4-7575-3923-5
  - 第3巻 2013年11月25日発売 ISBN 978-4-7575-4147-4
  - 第4巻 2014年5月24日発売 ISBN 978-4-7575-4295-2

### 伏 銀華と氷刃の猟奇録
『伏 銀華と氷刃の猟奇録』（ふせ ケモノとハガネのりょうきろく）は、日高里菜、杉田智和らが出演するスピンアウトドラマCD。また、アニメディアでショートストーリーを掲載。アプリ『朗読少女』（声 - ささきのぞみ）でも10月26日より配信。
キャスト
- しの - 日高里菜
- 戍孝 - 杉田智和
- 凍鶴 - 斎藤千和
- 毛野 - 大久保瑠美

スタッフ
- シナリオ - 七篠トリコ（ニトロプラス）
- キャラクターデザイン - 三杜シノヴ（ニトロプラス）
- 音楽 - ZIZZ STUDIO
- 音響監督 - 高寺たけし
- 音響制作 - HALF H・P STUDIO
- 発売元・販売元 - フロンティアワークス

### 伏 〜もうひとつのプロローグ
『伏 〜もうひとつのプロローグ』は、2012年9月22日発売『オール讀物』10月号掲載の桜庭一樹書き下ろしのアナザーストーリー。

### 下町おでかけ帖
『伏×甲斐みのり 下町おでかけ帖』は、公式サイトで配信の甲斐みのりによるエッセイ。カバーイラストはワカマツカオリ。

### 寿美菜子と宮本佳那子のふせらじ!
『寿美菜子と宮本佳那子のふせらじ!』は寿美菜子と宮本佳那子が出演するWEBラジオ。インターネットラジオステーション『音泉』にて全5回配信。第1回は『京都国際マンガ・アニメフェア2012』イベントステージでの公開収録。
パーソナリティ
- 寿美菜子（浜路役）、宮本佳那子（冥土役）

コーナー
- お便り
- 冥土の潜入捜査
- 伏を探しだせ!

放送日
- 第0回 2012年9月14日配信
- 第1回 2012年10月5日配信
- 第2回 2012年10月12日配信
- 第3回 2012年10月19日配信
- 第4回 2012年10月26日配信

### ふせらじ!
『ふせらじ!』は宮本佳那子と小西克幸が出演するWEBラジオ。インターネットラジオステーション『音泉』にて配信。全3回。第2回、第3回は『伏の森で逢いましょう』イベントステージでの公開収録。
パーソナリティ
- 宮本佳那子（冥土役）、小西克幸（道節 役）

放送日
- 第1回 2013年4月12日配信
- 第2回 2013年5月3日配信
- 第3回 2013年5月17日配信

## 関連作品
- 伏 贋作・里見八犬伝 - 桜庭一樹著。2010年に文芸春秋から刊行された原作小説。